# ميغيل فيريرا (لاعب كرة قدم برتغالي)
ميغيل فيريرا (3 مايو 1989 باريرو البرتغال - ) هو لاعب كرة قدم برتغالي يلعب كمهاجم.

## روابط خارجية
- هذه المقالة غير مرتبط بويكي بيانات